# Daemonorops melanochaetes
Daemonorops melanochaetes är en enhjärtbladig växtart som beskrevs av Carl Ludwig von Blume. Daemonorops melanochaetes ingår i släktet Daemonorops och familjen Arecaceae. Inga underarter finns listade i Catalogue of Life.